# Quelques jours pas plus
Quelques jours pas plus és una comèdia dramàtica francesa dirigida per Julie Navarro i estrenada el 2024És una adaptació de la novel·la de Marc Salbert titulada "De l'Influence du lancer de minibar sur l'engagement humanitaire" publicada el 2015 a Le Dilettante.

## Argument
Relegat al periodisme de camp, Arthur, un antic crític musical, es troba ferit mentre cobria l'evacuació d'un camp de migrants a París. Aleshores s'enamora de Mathilde, una gestora d'entitats benèfiques, i accepta acollir el jove afganès Daoud.

## Repartiment
- Camille Cottin : Mathilde
- Benjamin Biolay : Arthur
- Amrullah Safi : Daoud
- Makita Samba : Hassan
- Saadia Bentaïeb : Christine
- Loula Bartilla Besse : Emily
- Olivier Charasson : Alan
- Andranic Manet : Pablo
- Hippolyte Girardot : Laurent
- Alicia Bader : Alicia
- Morgan Menu : Un figurant al bar
- Geoffrey Bon : Un figurant al bar
- Édouard Deluc : Un periodista

## Recepció crítica
La pel·lícula ha rebut una bona acollida per part de la premsa, com ho demostra el lloc web AlloCiné que recull una puntuació mitjana de 3,5 sobre 5 per a 27 ressenyes de premsa. Per Le Point, la pel·lícula "oscil·la entre el drama militant i la comèdia cursi", els actors no semblen molt convençuts pels seus personatges. Télérama jutja que la pel·lícula fa una "mirada irònica sobre les bones accions dels bobos" i L'Obs elogia una "comèdia social d'èxit".
La valoració de l'audiència mostra una puntuació mitjana de 3 sobre 5 de 576 espectadors al web AlloCiné.
Segons l'Humanité, la pel·lícula està sent l'objectiu de la extrema dreta a Internet que publica comentaris insultants a Allociné, que van conduir a un comunicat de premsa de la Société des réalisatrices et réalisateurs de films.

## Taquilla
S'estrena a França el 3 d'abril de 2024, va vendre 8.826 entrades el seu primer dia. Durant la seva primera setmana, ha acumulat 28.201 entrades. La pel·lícula havia acumulat 39.109 entrades el 20 d'abril de 2024

## Palmarès
La pel·lícula va guanyar el Cigne d'Or a la millor primera pel·lícula al Festival de Cinema de Cabourg el juny de 2024.